# Vit choklad

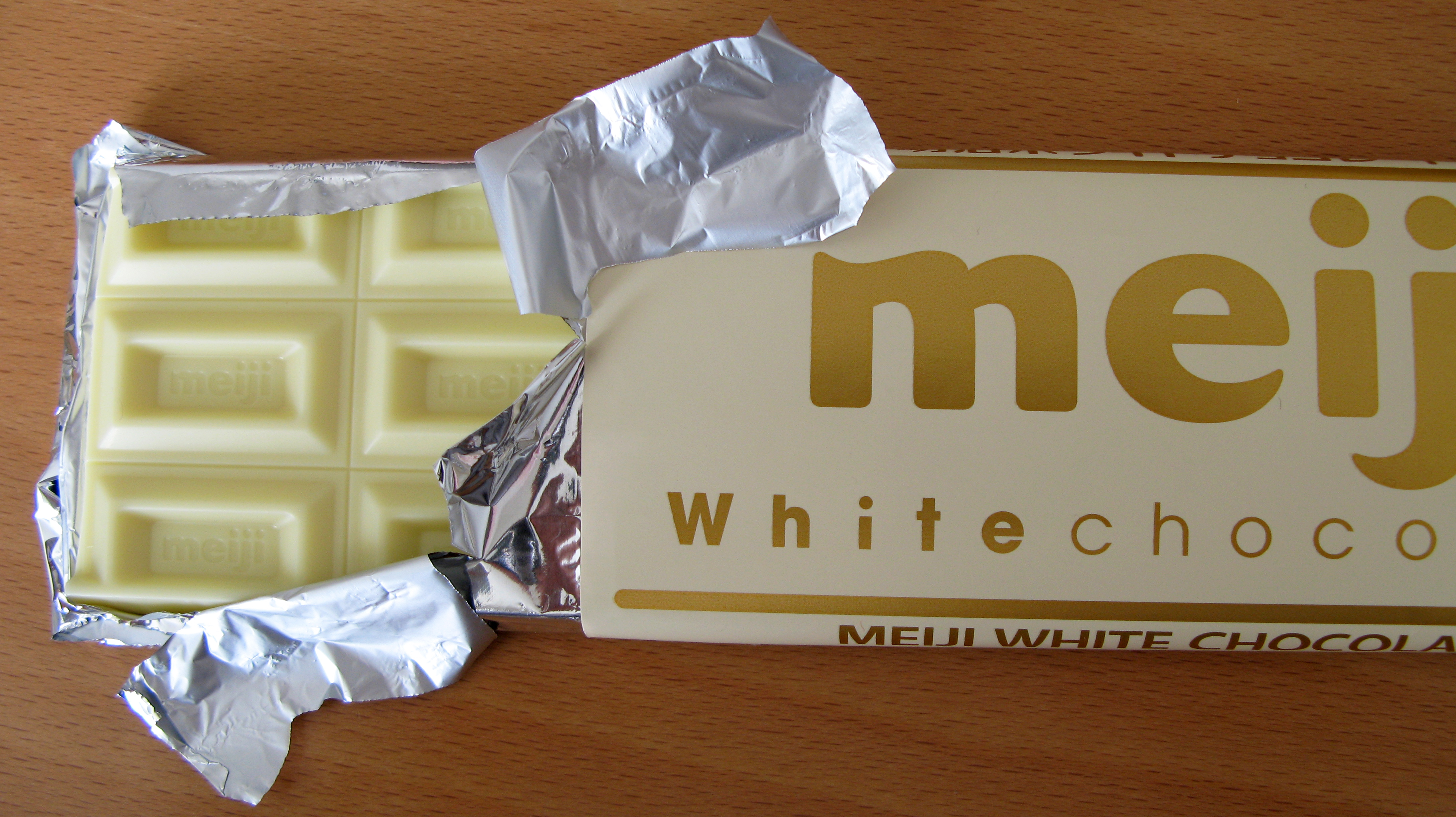
Chokladkaka med vit choklad

Vit choklad är en variant av choklad, där endast fettet från kakaobönan har använts (kakaosmöret) men inte själva kakaomassan. I övrigt tillverkas den precis som brun choklad och resultatet är en nästan vit choklad. Den smaksätts ofta med vanilj, eftersom kakaosmöret i sig är nästan smak- och luktlöst. Vit choklad används, förutom som huvudingrediens i praliner, även som dekoration på praliner med brun choklad, i eller på bakverk och som dekoration eller smaksättning i glass.
Inom EU existerar särskilda regler för varor som saluförs under försäljningsnamnet och det bestämmer bland annat innehållet som hur mycket kakaosmör det måste finnas för att få kallas vit choklad. Reglerna säger att vit choklad ska bestå av minst 20 procent kakaosmör, minst 14 procent mjölkpulver och minst 3,5 procent mjölkfett.
Kvalitetsfaktorerna är färre och enklare att styra över än för brun choklad. Detta beror bland annat på att man inte använder sig av kakaomassan där den mesta av kakaoaromen och kakaosmaken finns. Det är svårare att smälta vit än brun choklad då den kan skära sig och bli en oljig massa. Den är också lite fetare än den bruna chokladen, eftersom huvudingrediensen är kakaosmör.
Vit choklad har inte samma hälsofördelar som mörk choklad. Det beror på att vit choklad i princip bara innehåller fettet från kakaobönan och inga andra av de hälsosamma ämnen som finns i kakaobönan.